# Залясова
Залясова (пол. Zalasowa) — село в Польщі, у гміні Риглиці Тарновського повіту Малопольського воєводства.
Населення — 3189 осіб (2011).
У 1975—1998 роках село належало до Тарновського воєводства.

## Географія
У селі беруть початок річки Вонток і Дульча.

## Демографія
Демографічна структура станом на 31 березня 2011 року:
|          | Загалом | Допрацездатний вік | Працездатний вік | Постпрацездатний вік |
| -------- | ------- | ------------------ | ---------------- | -------------------- |
| Чоловіки | 1597    | 421                | 1017             | 159                  |
| Жінки    | 1592    | 380                | 888              | 324                  |
| Разом    | 3189    | 801                | 1905             | 483                  |